# Châteauneuf-sur-Cher
 Châteauneuf-sur-Cher  es una población y comuna francesa, situada en la región de  Centro, departamento de Cher, en el distrito de Saint-Amand-Montrond y cantón de Châteauneuf-sur-Cher.

## Demografía
| 1865 | 1783 | 1722 | 1657 | 1645 | 1614 |
| Para los censos de 1962 a 1999 la población legal corresponde a la población sin duplicidades (Fuente: INSEE [Consultar]) |      |      |      |      |      |